# Frank Nouble
Frank Herman Nouble est un footballeur anglais né le 24 septembre 1991 à Lewisham en Angleterre. Il évolue actuellement à Yeovil Town.
Après avoir été formé à Chelsea, il commence sa carrière à West Ham où il ne parvient pas à obtenir une place de joueur titulaire. Il est aussi international anglais en moins de 19 ans.

## Biographie

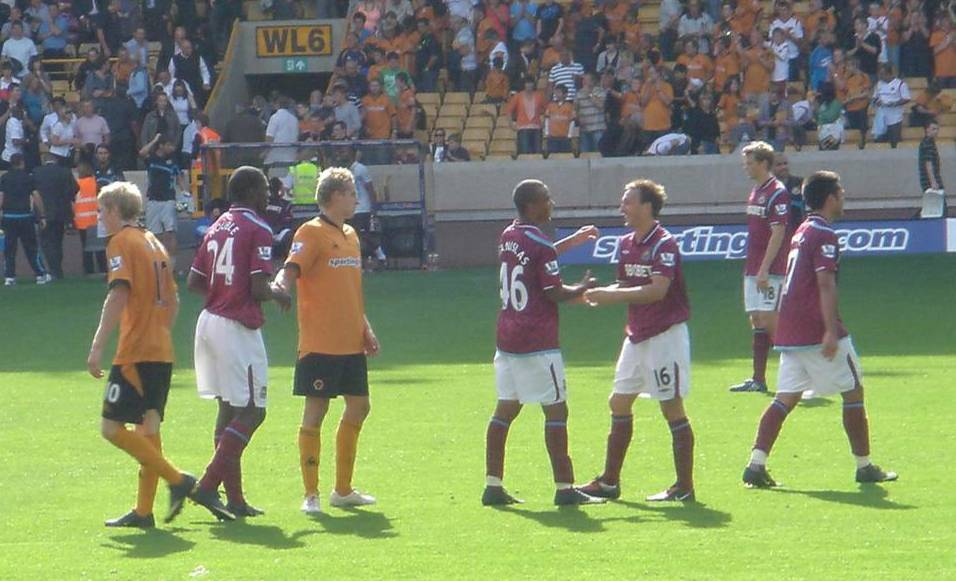
Frank Nouble (deuxième joueur en partant de la gauche), lors de son premier match avec West Ham.

Frank Nouble a été formé à Chelsea, il a été intégré à l'équipe réserve en 2007. En juillet 2009, alors qu'il est considéré comme un des plus grands espoirs anglais, il refuse de signer professionnel à Chelsea, et s'engage le 21 juillet avec West Ham Utd.
Il débute en professionnel contre Wolverhampton le 15 août 2009, en remplacement de Carlton Cole. En septembre 2010, il est prêté quatre mois à Swansea AFC. À son retour de Swansea, il entame un nouveau prêt le 31 janvier 2011, cette fois-ci au club de Barnsley, jusqu'à la fin de la saison. Mais sa période initiale d'un mois n'est pas renouvelée et il signe pour un nouveau prêt au club de Charlton Athletic le 12 mars 2011.
Au mois de septembre, il est prêté une nouvelle fois, la troisième de l'année, cette fois-ci au club de Gillingham. Prêté ensuite à Barnsley, il y joue 6 matchs avant d'être transféré à Wolverhampton, club tout juste relégué de Premier League. Mais, peu utilisé par son entraîneur (5 matchs en une demi-saison), il est transféré à Ipswich Town durant l'hiver suivant. Il y signe un contrat de 18 mois.
Le 3 octobre 2016, il rejoint Gillingham.
Le 2 août 2020, il rejoint Plymouth Argyle.
Le 1er février 2021, il est prêté à Colchester United.
Le 18 juin 2021, il rejoint Colchester United.

## Palmarès

### En club
Yeovil Town
- Champion de la National League South en 2024